# 德馬里亞山
65°17′S 64°6′W / 65.283°S 64.100°W

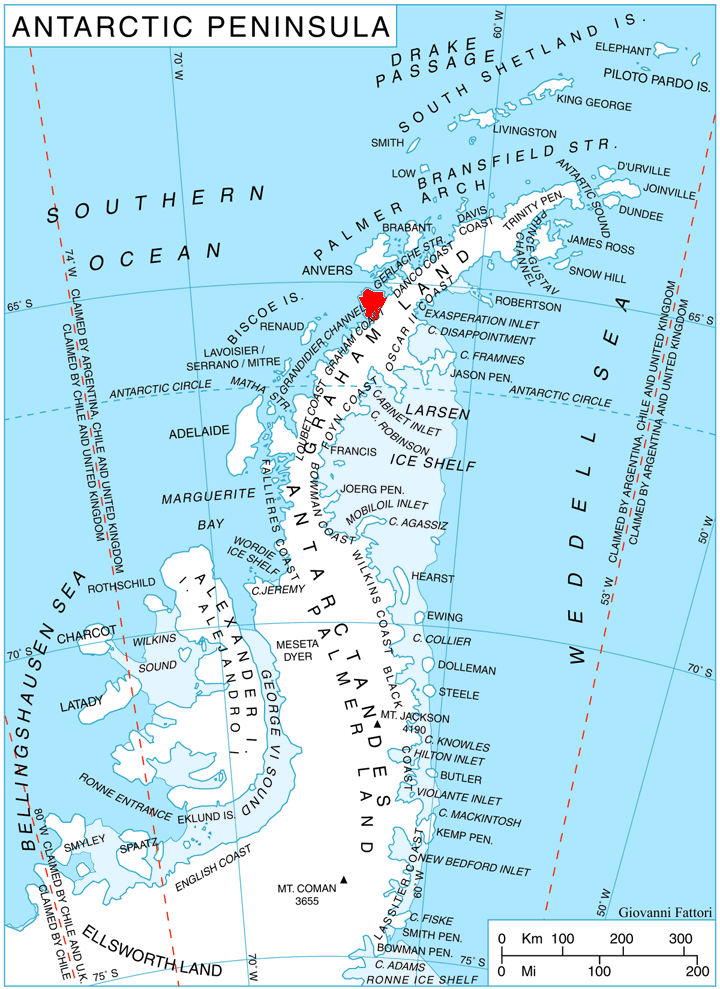

德馬里亞山（Mount Demaria），是南極洲的山峰，位於葛拉漢地西岸的丹科海岸，處於圖森角東南面，海拔高度635米，由比利時探險隊發現，現時由南極條約體系管理。